# Helianthemum guerrae
Helianthemum guerrae är en solvändeväxtart som beskrevs av Sánchez-gómez, J.S.Carrion, M.á.Carrión Vilches. Helianthemum guerrae ingår i släktet solvändor, och familjen solvändeväxter. Inga underarter finns listade i Catalogue of Life.